# Príncep dels lliris
El Príncep dels lliris és una famosa pintura mural minoica realitzada a l'illa grega de Creta al voltant de 1550 aC. Una còpia de l'obra es troba al mural de la processó, un llarg passadís conegut com el «Corredor de la processó» al palau de Cnossos, mentre que l'original restaurat, s'exhibeix al Museu Arqueològic de Càndia o d'Heraklion. La seva pell és de color blanc, que normalment es reserva per a les imatges de les dones.

## La pintura al fresc minoica

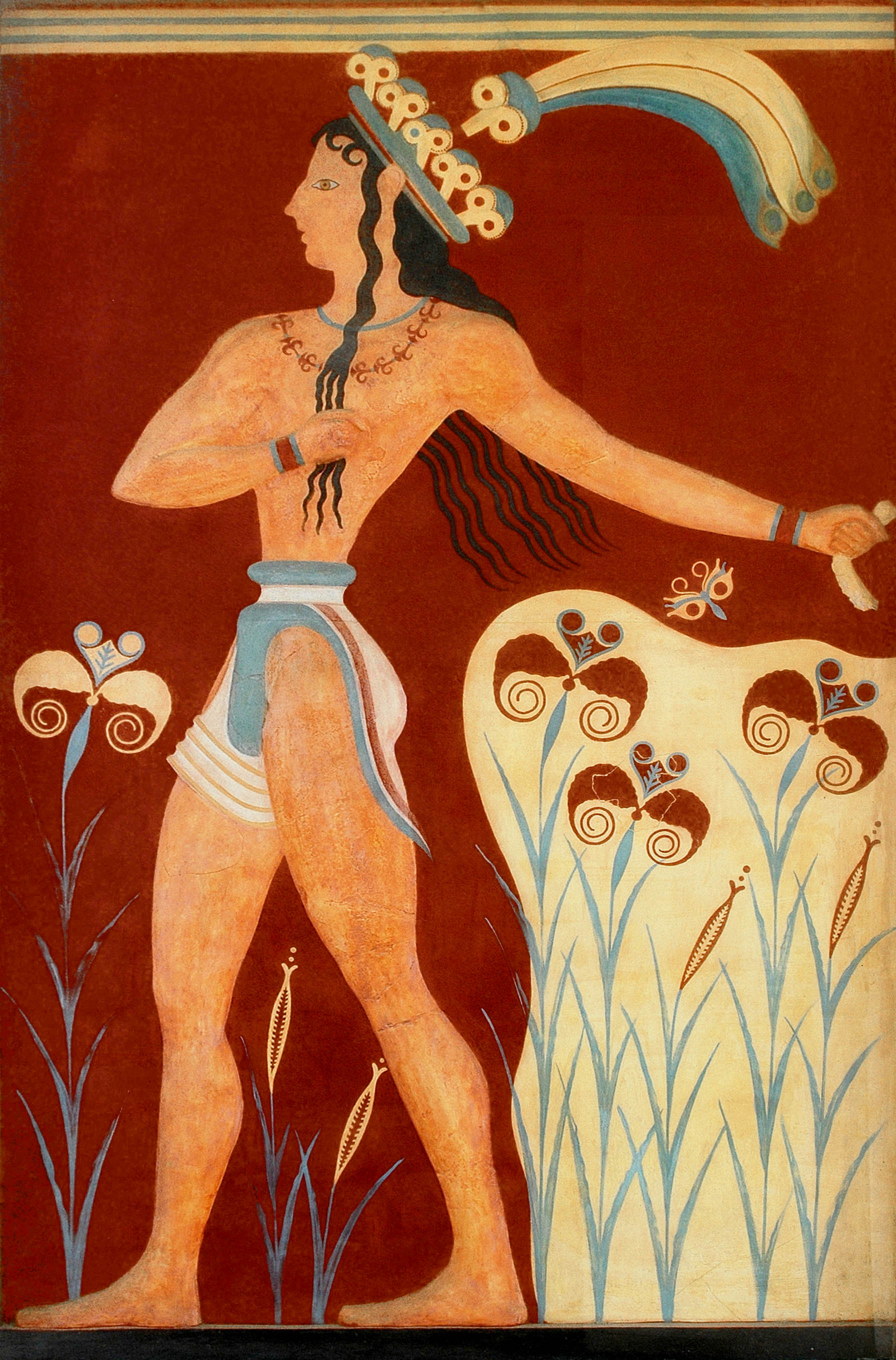
Reproducció del Palau de Cnossos.

La pintura al fresc era una de les formes més importants d'art minoic. Malauradament, molts dels exemples que sobreviuen són fragments. Les parets dels grans salons dels palaus i cases de Creta van ser hàbilment decorades amb pintures murals. La pintura es va aplicar amb rapidesa mentre que el guix de la paret estava encara humit, per la qual cosa els colors eren absorbits per complet i no s'esvaïen. Els minoics seguien la mateixes regles d'Egipte en relació amb els colors -per exemple, el vermell per a la pell dels homes, el blanc per a la pell de les dones, el groc per a l'or, el blau per a la plata o el vermell per al bronze). A través dels frescs, es pot obtenir el sentit del caràcter de la vida i l'art minoic. Alguns frescs van ser reconstruïts entre 1450 i 1400 aC, quan els micènics s'havien establert a l'illa, i exhibeixen un estil completament diferent d'art.

## Troballa i reconstrucció
Els fragments de la pintura al fresc van ser trobats al palau de Cnossos per l'arqueòleg Arthur Evans el 1901, el qual va creure que representava un rei-sacerdot, potser el propi rei Minos. Els fragments (la corona, el tors y la cama esquerra) van formar part de personatges diferents. En particular, es creu que el tors va haver de pertànyer a la figura d'un boxejador.
L'any 1926, Emile Gilliéron va tractar de reconstruir el fresc d'una manera hipotètica. Aquesta reconstrucció ha estat criticada degut, entre d'altres factors, la inclusió d'un fons envoltant la figura amb lliris i papallones, quan el fons original no conté aquests elements.